# Ройхлин, Иоганн
Иоганн Ройхлин (нем. Johannes Reuchlin), грецизированное имя — Капнион (др.-греч. καπνός, перевод с нем. Räuchlein — «дым») (29 января 1455, Пфорцхайм, Карлсруэ — 30 июня 1522, Штутгарт, Герцогство Вюртемберг) — немецкий философ и гуманист. Считается первым немецким гебраистом-неевреем, освоившим еврейский язык. Является создателем фонетической системы чтения средневековых греческих текстов, названной его именем.

## Биография
Учился в городской школе в Пфорцхайме, был придворным певчим у маркграфа Баденского. Сын последнего, Фридрих, ровесник Рейхлина, подружился с ним и взял его с собой в Париж, где они в 1473 и 1474 годы оба изучали древние языки. В 1475 году Рейхлин приехал в Базель, где продолжил своё обучение. По поручению Генлина фон-Штейна (учившего его в Париже) двадцатилетний Рейхлин составил один из первых школьных словарей и напечатал его. В 1478 году Рейхлин ещё раз посетил Францию и занимался юридическими науками в Орлеане и Пуатье.
Став одним из советников вюртембергского графа Эберхарда V Бородатого, совершил вместе с ним ряд поездок по Германии и в 1482 и 1489 годы побывал в Италии, где усовершенствовался в еврейском языке, который стал изучать ещё в Париже и познакомился с мистическим платонизмом. Из итальянских гуманистов наибольшее влияние на Рейхлина имели Марсилио Фичино и Пико делла Мирандола. В это же время сблизился с бывшим воспитателем графа теологом и правоведом Иоганном Науклером. По возвращении в Штутгарт стал асессором верховного суда и прокурором доминиканского ордена для Германии; часто исполнял и дипломатические поручения. В 1488 году по приказу Рейхлина в Майнце был арестован и посажен в Тюбингенскую тюрьму августинский монах Гольцингер, тлетворно влиявший на наследника престола Эберхарда II. И когда в 1496 году Эберхард Бородатый умер, Рейхлину пришлось покинуть Вюртемберг.
Рейхлин удалился в пфальцский Гейдельсберг, к Дальбергу. О своих вюртембергских мытарствах он написал драматическую пьесу, которая из-за остроты не была поставлена самим автором. В 1497 году по настоянию Рейхлина в Гейдельбергском университете, где он занимался наукой, создали юридическую коллегию и основали кафедру греческого языка. В 1498 году Рейхлин совершил путешествие в Рим.
Император Фридрих III возвёл его в дворянское достоинство. Позже Рейхлин был профессором в Гейдельберге, затем в Ингольштадте и Тюбингене.

## Творчество
Свои обширные знания Рейхлин изложил в целом ряде сочинений. Высшая и главная заслуга его по мнению ЭСБЕ это изучение еврейского языка и еврейской теологии. В 1494 году вышел трактат Рейхлина: «De verbo mirifico», в 1506 году — «De rudimentis hebraicis», в 1517 году — «De arte cabbalistica libri V», в 1518 году — исследование об ударениях и орфографии еврейского языка. «De verbo mirifico» служит как бы введением к книге «De arte cabbalistica», в которой сочетается христианское мировоззрение и каббала.
В этих двух трудах Рейхлин останавливается на новопифагорейской и каббалистической философии. Под Verbum mirificum разумелось в каббале «tetragrammaton» — то есть таинственное состояние четырёх букв JHVH, «несравненное наименование, не изобретённое людьми, а дарованное им Богом».
Первая буква этого слова, соответствуя числу 10, означала, по пифагорейскому толкованию, начало и конец всех вещей, вторая равнялась 5 и означала соединение Божества (триединства) с природой (двуединства по Платону и Пифагору); третья означала 6 и представляла результат единства, двуединства и триединства (1 + 2 + 3 = 6); последняя снова соответствовала 5, но обозначала уже человеческую душу.
По мнению Рейхлина, новопифагорейское учение было тесно связано с каббалой; оба стремились возвысить дух человеческий до Бога, оба проповедовали преображение земной жизни и необходимость подготовки к небесному блаженству. «De rudiments hebraicis» — наполовину грамматика, наполовину словарь еврейского языка, с еврейским текстом для упражнений. Рейхлин воспользовался для этого труда материалом, собранным средневековым лексикографом и грамматиком Давидом Кимхи. Труды Рейхлина по еврейскому языку были в высшей степени ценны как для богословов, так и для филологов. Только со знанием еврейского языка возможна была проверка некоторых частей Вульгаты на предмет правильности перевода. Вульгате сам Рейхлин противопоставлял «Veritas hebraica».
Лютер высоко его ценил, называя своим отцом; учениками Рейхлина были его внучатый племянник Меланхтон и Эколампадий.

### Спор о еврейских книгах
В 1507 году некто Иоганн Пфефферкорн (принявший в 1506 или 1507 году христианство еврей) издал книгу «Der Iudenspiegel» (Еврейское зерцало), в которой он нападает на евреев и их религию и требует, чтобы у них были отняты все книги, поскольку они и являются главной причиной того, что евреи не крестятся. Вслед за этим он издаёт ещё несколько других книг, направленных против евреев, их обрядов, обычаев. Он говорит о страшной ненависти, которую питают евреи к христианам.
В 1509 году Пфефферкорн в лагере под Падуей выхлопотал у императора Максимилиан мандат, по которому евреи должны выдать свои книги Пфефферкорну, а он может их, если найдет противными христианству, уничтожить.
В 1509 году Рейхлин был вызван на спор Пфефферкорном. Продолжительный литературный конфликт, возникший между обоими, по справедливости считается высшим пунктом развития немецкого гуманизма. Пфефферкорн предложил сжечь все еврейские книги и силой заставить евреев посещать христианские храмы. Рейхлин выступил против этого предложения. Он подразделял все еврейские книги на несколько категорий (Св. Писание Ветхий Завет, Талмуд и т. д.) и доказывал, что в каждой из них есть много полезного для христиан.
Уничтожение всех еврейских книг евреи сочли бы за доказательство того, что христиане сами не уверены в правоте своего дела. Рейхлин советует открыть в каждом немецком университете, на 10 лет, по две кафедры еврейского языка. В заключение он напоминает, что свобода вероисповедания гарантирована евреям самими императорами. Пфефферкорн в трактате «Ручное зеркало» (Handspiegel, 1511) резко и грубо задел Рейхлина, обвиняя его даже в подкупе евреями. Рейхлин отвечал брошюрой «Глазное зеркало» (Augenspiegel, 1511), где взывал к солидарности всех учёных сил Германии против Пфефферкорна и его партии. Кёльнские доминиканцы во главе с Гохстратеном не могли оставить без ответа брошюру Рейхлина; спор последнего с Пфефферкорном был перенесён на церковный форум. Богословский факультет Кёльнского университета потребовал от Рейхлина, чтобы он изъял из продажи все свои сочинения в защиту евреев и публично отрёкся от Талмуда.
Завязалась бесконечная литературная борьба Рейхлина и его сторонников с кёльнскими обскурантами. Император Максимилиан, а также курфюрст майнцский и все гуманисты приняли сторону Рейхлина. Кёльн и Майнц сделались центрами двух противоборствующих направлений — обскурантизма и гуманизма. Папа Лев X, к которому обратились в разгар спора, очень либерально отнёсся к Рейхлину и повелел даже открыть кафедру еврейского языка в Риме. Только в 1520 году, когда реформационное движение стало грозить Риму, папа изменил своё отношение к рейхлиновскому делу и издал указ против Рейхлина. Рейхлиновский спор вызвал выход в свет знаменитого сборника «Письма тёмных людей» (1515 и 1517), в котором, однако, сам Рейхлин участия не принимал.
Рейхлин был не только гебраистом, но и выдающимся филологом-классиком. Его именем часто называется то греческое произношение (так называемое «рейхлиново чтение»), которое, в противоположность эразмовскому этацизму, обозначается словом итацизм.

## Память
Статуя Рейхлина входит в состав памятника реформации, воздвигнутого в Вормсе.
В честь Рейхлина названа медаль города Пфорцхайм, присуждаемая за выдающиеся немецкоязычные работы по гуманитарным наукам каждые два года по представлению Гейдельбергской академии наук, начиная с 1955 года. Медаль была учреждена в ознаменование 500-летия со дня рождения Рейхлина и сопровождается денежным призом в 12500 евро.

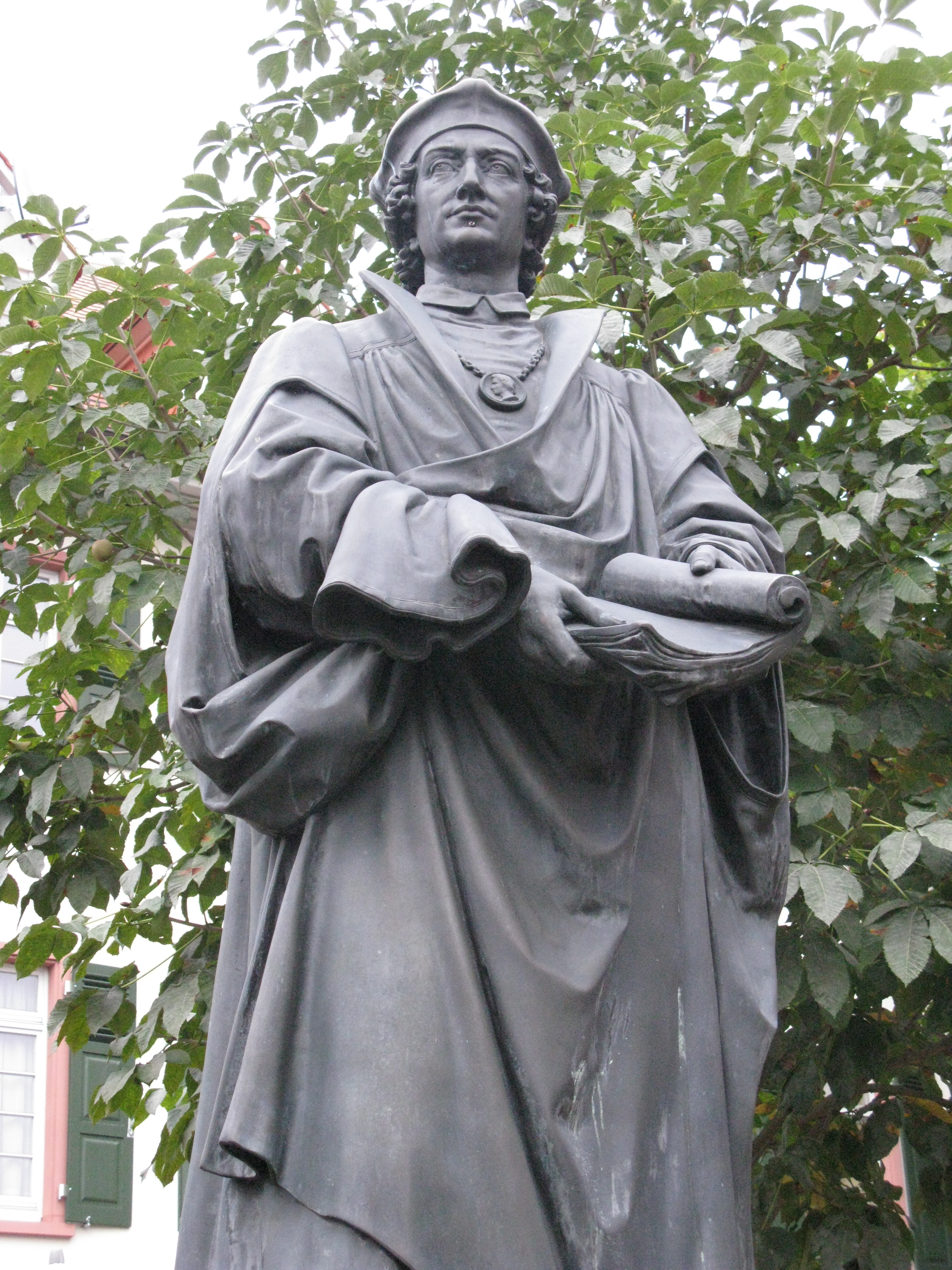
Памятник Рейхлину в Пфорцхайме
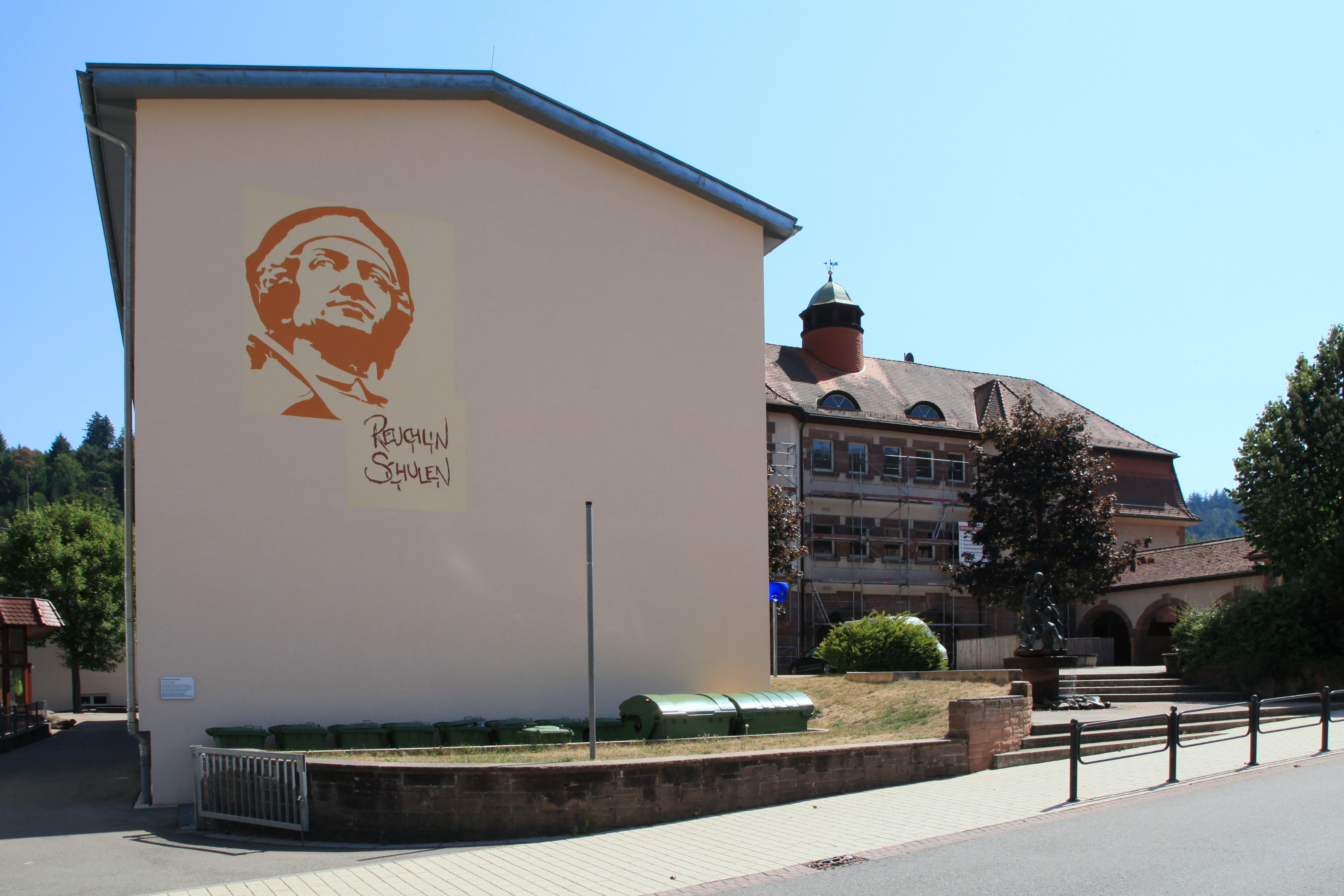
Граффити с изображением Рейхлина (Бад-Либенцелль)
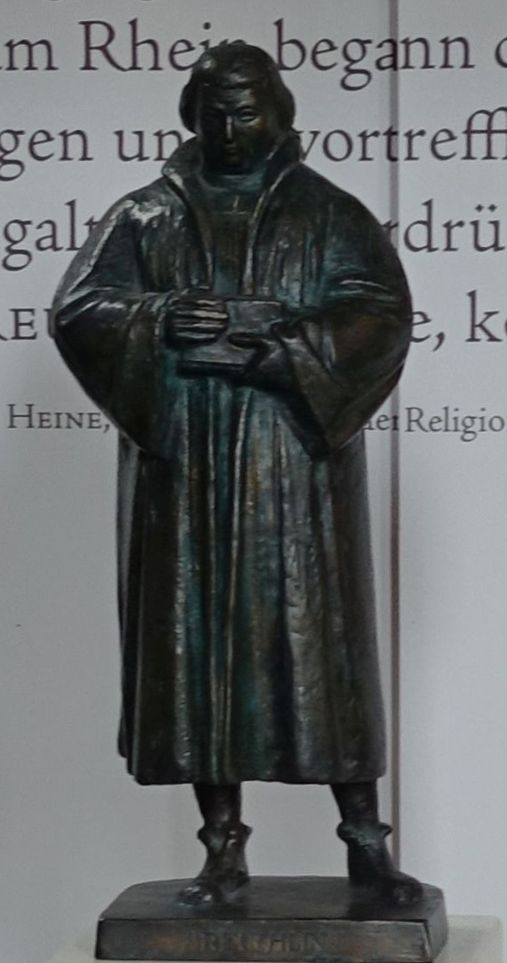
Бронзовая статуэтка Рейхлина в церкви святого Леонарда (Штутгарт)
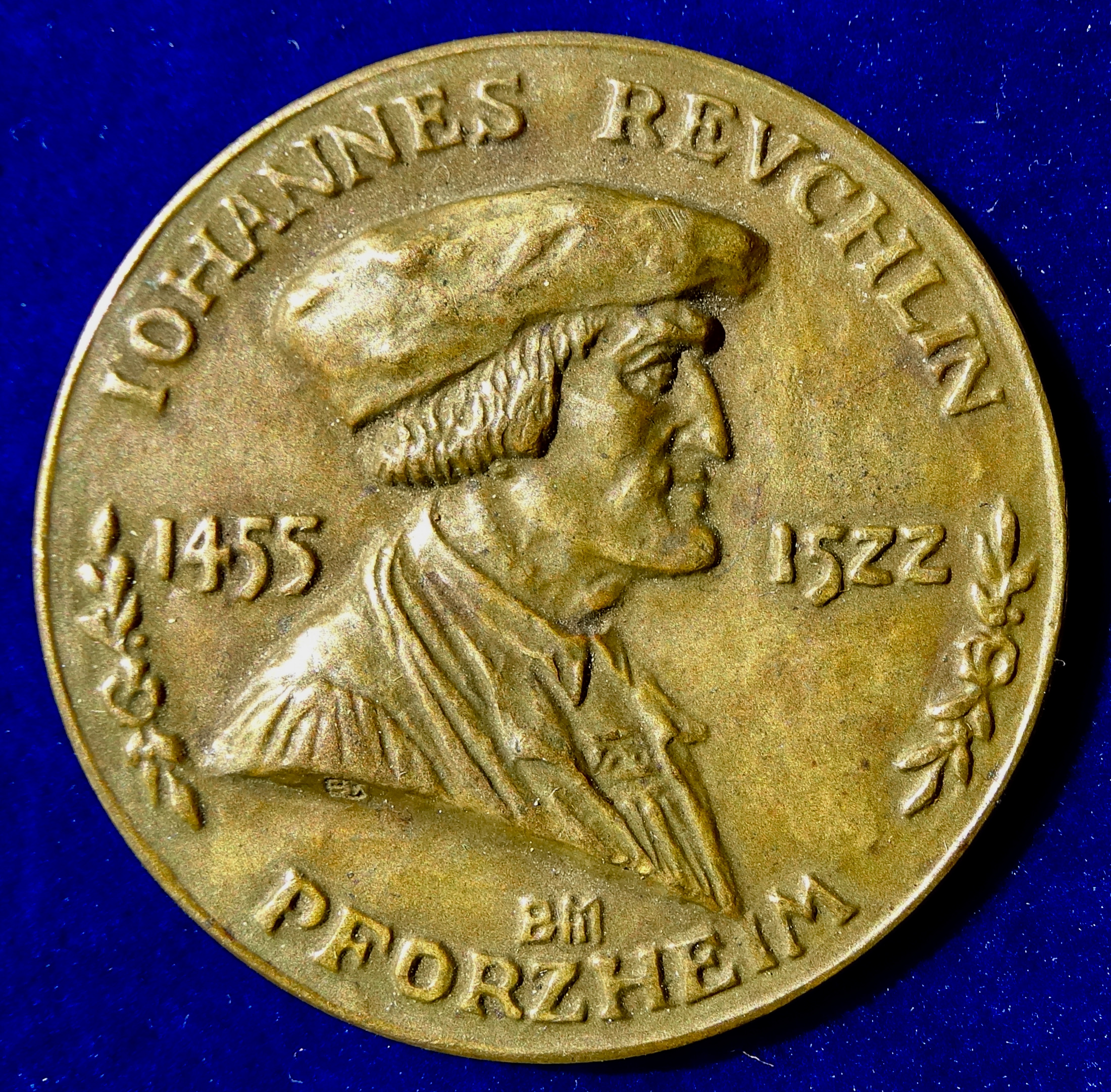
Медаль, отчеканенная в год 400-летия со смерти Рейхлина